# Grass Valley (Kalifornija)
Grass Valley je grad u američkoj saveznoj državi Kalifornija. Prema popisu stanovništva iz 2010. u njemu je živjelo 12.860 stanovnika.